# Pieve di Santa Maria Assunta (San Leo)
La pieve di Santa Maria Assunta si trova a San Leo, in provincia di Rimini. È il più antico edificio di culto della città e del Montefeltro, rappresentando la prima testimonianza materiale della cristianizzazione della zona, operata da San Leone tra il III e il IV secolo.

## Storia

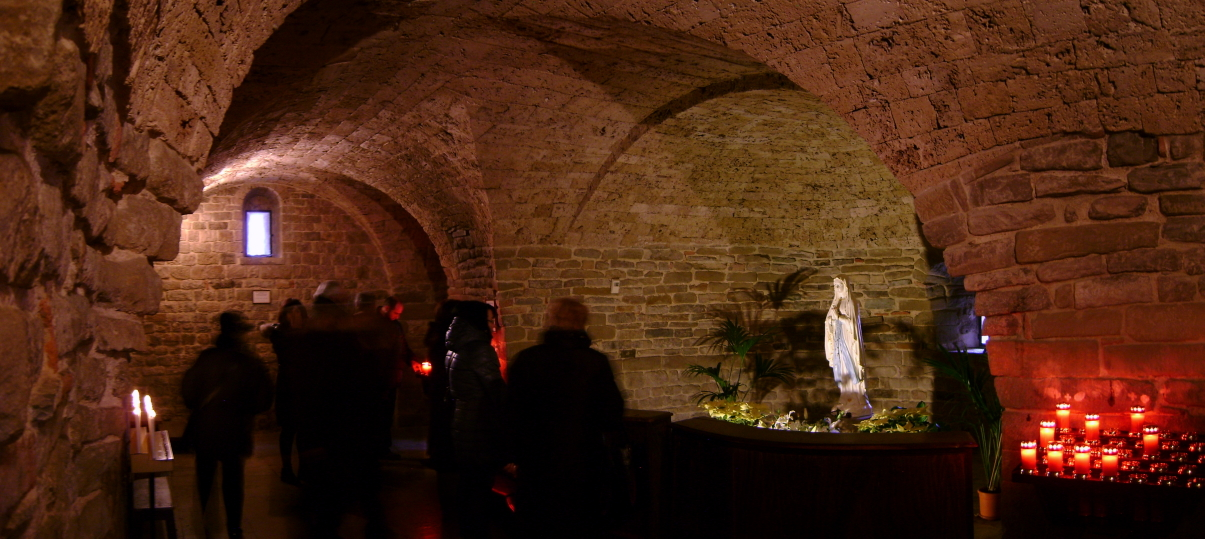
La cripta

Secondo la tradizione fu proprio il santo dalmata che, esercitando la professione di tagliapietre, edificò la prima chiesa, dedicata all'Assunzione di Maria, la Dormitio Virginis. Grazie alla sua posizione, su una protuberanza rocciosa, sotto le navate sono ricavati due ambienti: la cripta e il cosiddetto Sacello di San Leone. Quest'ultimo, a cui si accede da una porta esterna, conserva tracce di un'abside scavata nella roccia. Custodisce inoltre il fronte di un sarcofago, decorato dalla raffigurazione di due pavoni che si abbeverano al cantaro, che rappresenta la più antica testimonianza scultorea del complesso, probabilmente antecedente l'VIII secolo, utilizzato nello strombo di una monofora.
La datazione del ciborio presente nel presbiterio della pieve, (882), dedicato secondo tradizione dal Duca Orso alla Vergine, viene ritenuta valida per l'intera costruzione, anche se gli elementi romanici posticipano l'edificazione nell'attuale aspetto all'XI secolo. L'antica chiesa carolingia venne infatti danneggiata da un terremoto e ricostruita quasi completamente.

## Descrizione

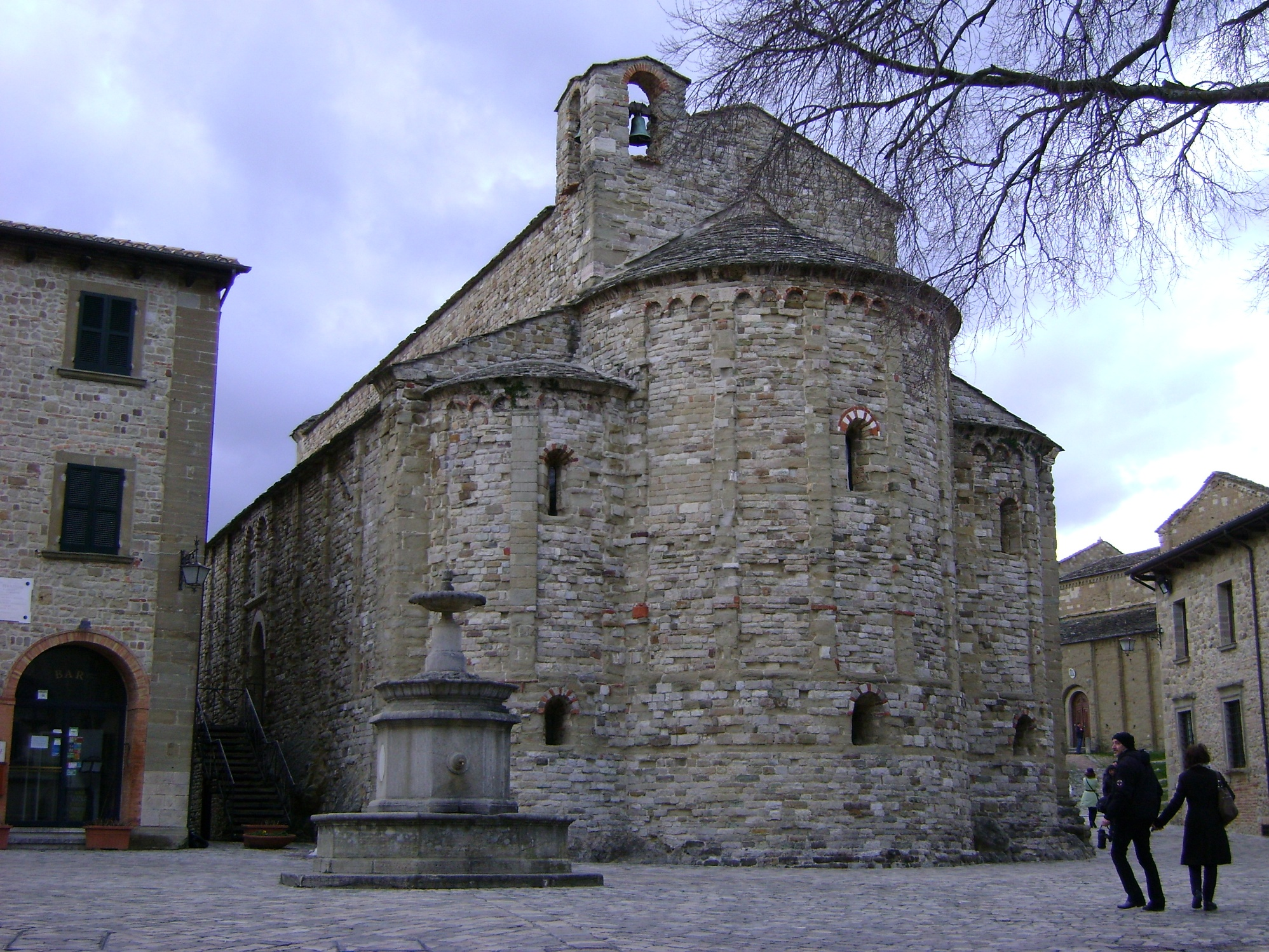
Il retro della pieve con le tre absidi

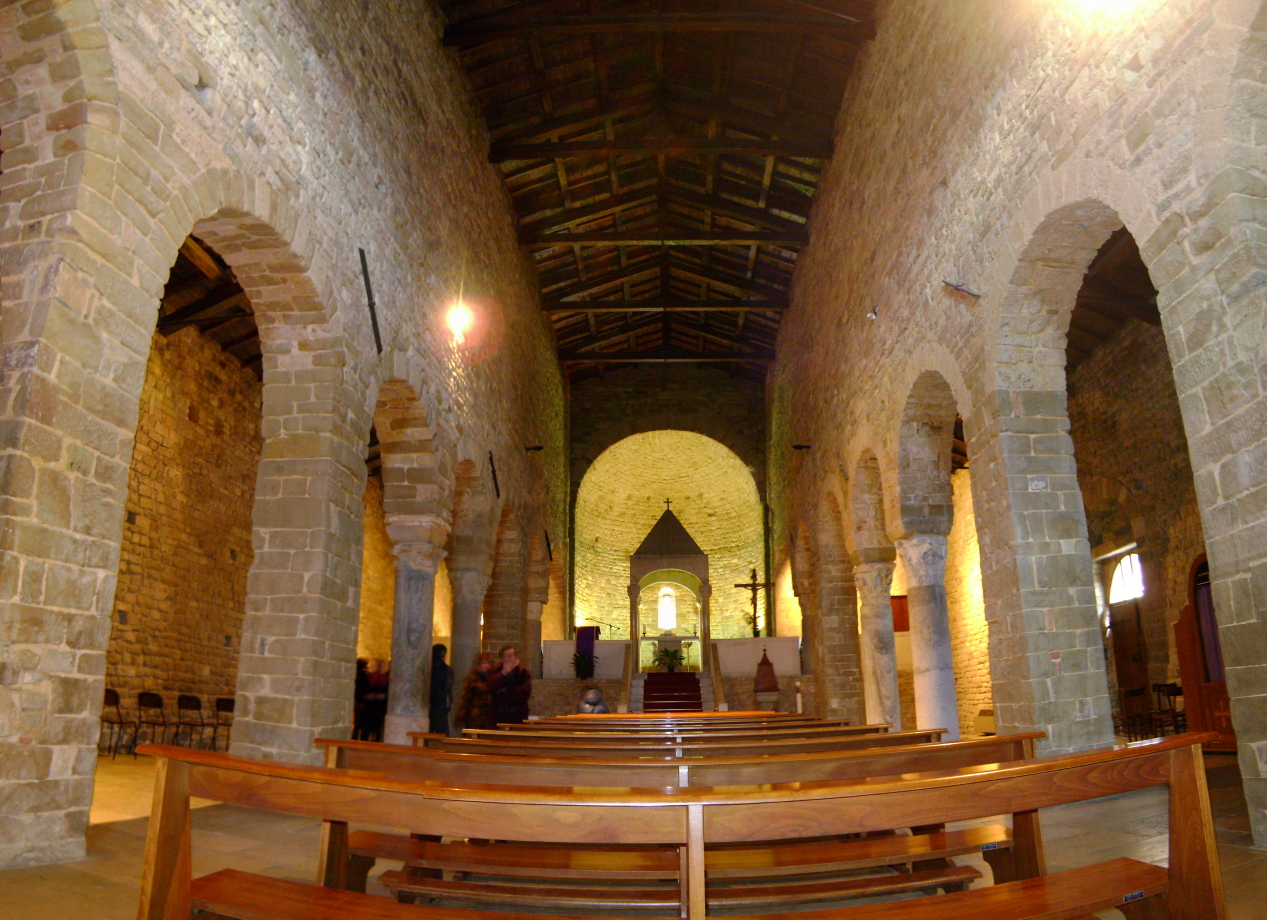
L'interno

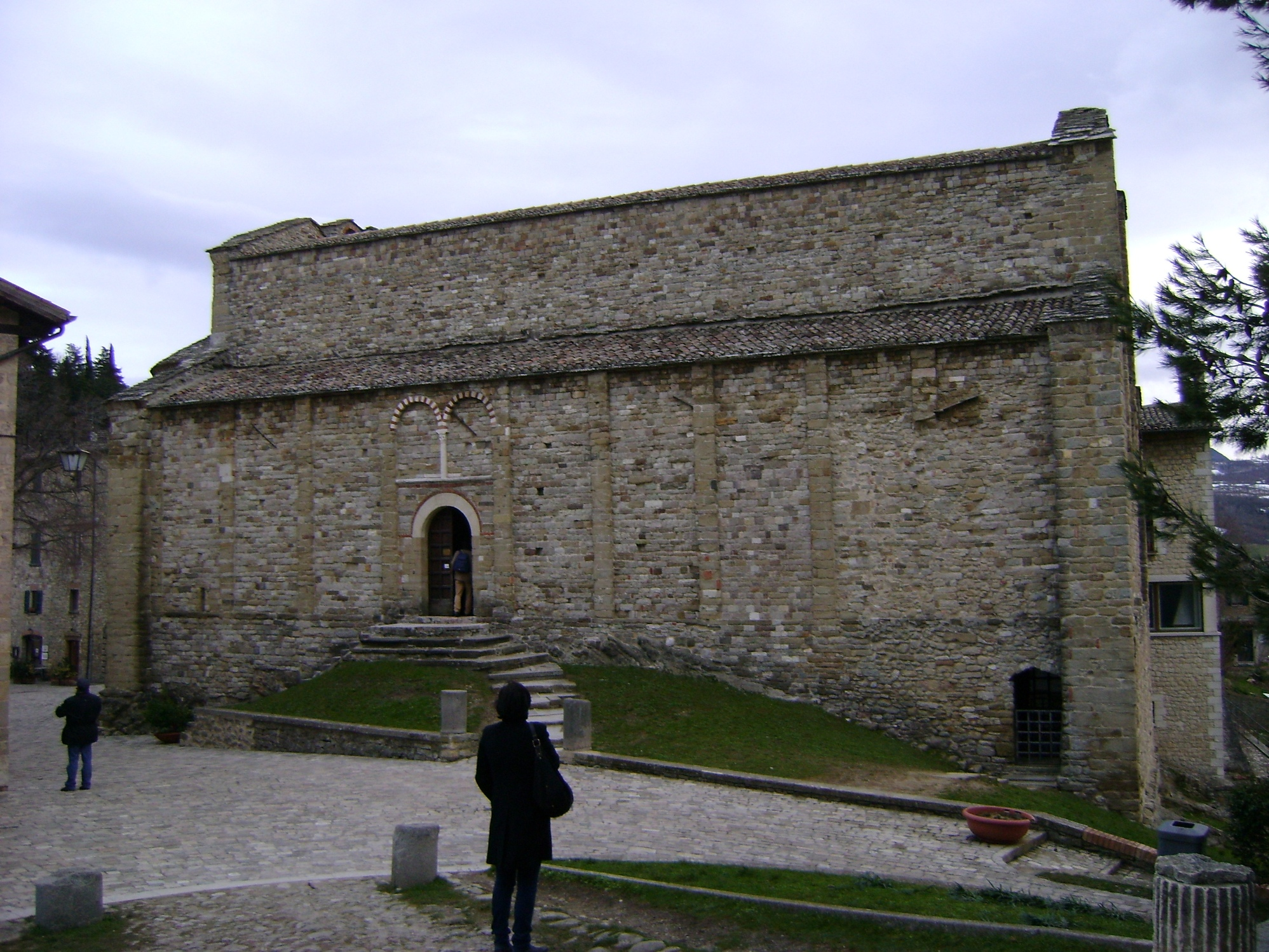
La fiancata destra

La pieve possiede un impianto basilicale a tre navate. Le mura, in conci di arenaria, calcare e pietre d'altro genere, sono scandite da lesene poggianti su ampi basamenti a zoccolo. Le tre absidi sono ornate da archetti pensili, realizzati con l'alternanza di conci e laterizi disposti a tre a tre tra le lesene. L'abside maggiore, notevolmente più ampia delle altre due, ingloba queste ultime per circa un terzo del loro perimetro, similmente al vicino duomo. Non è pervenuta l'archeggiatura delle fiancate e della facciata, che si affaccia a strapiombo sulla roccia sottostante e che è movimentata da cinque contrafforti, di cui il mediano si interrompe in corrispondenza della bifora al centro. I portali sono quindi posti ai lati, entrambi con arco a tutto sesto ed entrambi sormontati da una loggetta cieca, nelle cui ghiere si alternano conci bicolore.
L'interno, a pianta longitudinale, presenta tre navate separate da arcate a tutto sesto sostenute da pilastri e colonne che si alternano. Le colonne, sei in totale, costituiscono elementi di epoca romana o tardo antica appartenuti ad altre costruzioni reimpiegati nella pieve, come anche per i quattro capitelli corinzi che le sovrastano, risalenti al I-IV secolo.
Le pareti interne erano un tempo intonacate e ricoperte in gran parte da affreschi le cui tracce sono andate cancellate con i restauri operati negli anni trenta.
Sulla cripta si innalza il presbiterio, che ospita nell'abside centrale un ciborio datato 882, la cui datazione, come già affermato, è ritenuta valida per l'intera struttura. Esso reca un'iscrizione, dedicata alla Vergine dal duca Orso, che recita: